# Nodul gordian
Nodul gordian este expresia utilizată pentru a descrie o problemă extrem de complicată, care, aparent, nu are soluție.
Un oracol a prezis că neînțelegerile din Frigia vor lua sfârșit, când regele va urca cu carul până la templul lui Zeus. Gordius, un simplu țăran, a fost ales rege al Frigiei și, drept mulțumire, a urcat cu carul la templu închinându-l lui Zeus. Oiștea carului era însă legată de jug cu un nod atât de complicat, încât nimeni nu-l putea desface. Oracolele au prezis că cel care va reuși să desfacă Nodul gordian va deveni stăpânul Asiei. Mai târziu, Alexandru Macedon ar fi tăiat nodul cu sabia, împlinind prezicerile și punând stăpânire pe partea de vest a Asiei.